# Pontus Mattsson

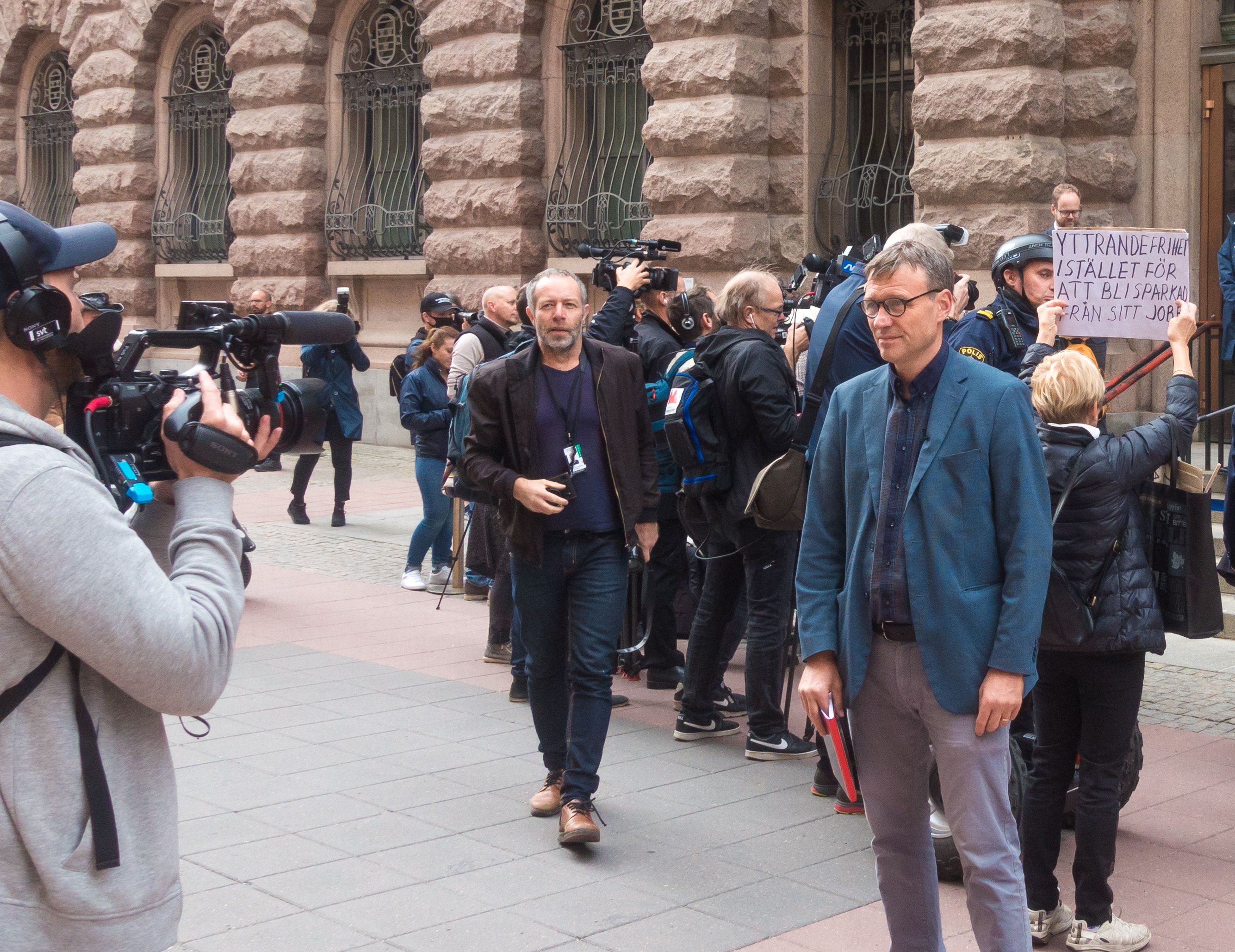
Pontus Mattsson inför direktsändning utanför riksdagshuset i samband med att finansminister Magdalena Andersson överlämnar regeringens rekordbudget för 2021 till riksdagen.

Per Pontus Mattsson, född 20 augusti 1965, är en svensk journalist och författare, som arbetar som politisk reporter på Sveriges Radio. Han har tidigare arbetat på Sveriges Television. Mattsson har i sin yrkesroll länge följt Sverigedemokraterna, inte minst efter valet 2006, och även skrivit reportageboken Sverigedemokraterna in på bara skinnet (2009, Natur & Kultur) om partiet. Han är ofta inbjuden som gäst i flera olika svenska medier och debatter för att agera expert om Sverigedemokraterna, framför allt efter uppmärksamheten kring hans bok. I radions P1 medverkar Pontus Mattsson främst i Studio Ett men även i P1-morgon, Dagens Eko och andra samhälleliga och politiska radioprogram.
På SVT har han gjort flera dokumentärer om svensk inrikespolitik, bland annat Tvärvändningen (2017) som handlar om svängningen av den svenska flyktingpolitiken och Jag vill bli statsminister (2018) som handlar om huvudpersonerna i valrörelsen 2018.
Han är också en av programledarna i Politik i bokhyllan på SVT Forum.
I maj 2010 utkom Mattsson med boken Sverigedemokraterna på Natur & Kultur och som är en pocketversion av Sverigedemokraterna in på bara skinnet.
I april 2020 utkom han med boken In klampar Jimmie - Sverigedemokraternas entré i politiken. I april 2022 kom en uppdaterad version ut som även inkluderar SD:s svängning i Natofrågan.
Korrespondent för Sveriges Radio i London 2023-2025.
I januari 2024 utkom reportageboken Umeå 87: En kvinnas försvinnande och ett Sverige i förändring.